# MAUP
MAUP ist ein englisches Akronym für modifiable areal unit problem („Problem der veränderbaren Gebietseinheit“) und beschreibt eine potenzielle Fehlerquelle bei räumlichen Analysen, wenn diese aggregierte Daten (Unwin, 1996) nutzen. Unterschiedliche Felder in der Humangeographie und Landschaftsökologie sind von diesem Problem betroffen (Wu, 2007).  Es ist verwandt mit der ecological fallacy (Ökologischer Trugschluss), die fälschlicherweise räumliche homogen vorliegende Daten annimmt (Wu, 2007).

## Referenzen
- Unwin, D. J. (1996). "GIS, spatial analysis and spatial statistics." Progress in Human Geography. 20: 540–551.
- Wu, J. (2007). Scale and scaling: a cross-disciplinary perspective. in Key topics of landscape ecology. Cambridge Univ. Press, ISBN 978-0-521-85094-0